# نايجل غريسلي
هربرت نايجل غريسلي (بالإنجليزية: Nigel Gresley)‏ (19 يونيو 1876 - 5 أبريل 1941) حاصل على وسام الإمبراطورية البريطانية ومهندس سكك حديدة بريطاني الجنسية. كان واحدًا من أشهر مهندسي القاطرة البخارية في بريطانيا، وأصبح لاحقًا كبير المهندسين الميكانيكيين لسكك حديد لندن والشمال الشرقي. وكان مصممًا لبعض أشهر قاطرات البخار في بريطانيا، بما في ذلك محركات من فئات إيه 1، إيه 4 و4-6-2. كانت طائرة إيه 1 التابعة لشركة فلاينغ سكوتسمان، أول قاطرة بخارية مسجلة رسميًا لعملها لأكثر من 100 ميل في الساعة في خدمة الركاب، ولا تزال طائرة إيه 4، مالارد رقم 4468، تحمل الرقم القياسي لكونها أسرع قاطرة بخار في العالم (126 ميلًا في الساعة).
كانت محركات غريسلي أنيقة جماليًا وميكانيكيًا. ساهم اختراعه لتصميم ثلاث غرف في محرك مع مجموعتين فقط مع آلية تشغيل صمام فالشرت وآلية تشغيل صمام غريسلي الموحدة، بإنتاج دفع سلس وقوي بتكلفة أقل مما كان يمكن تحقيقه باستخدام أجهزة التوزيع التقليدية في ترس فالزخارت.

## سيرة حياته
وُلِد غريسلي في إدنبرة أثناء زيارة والدته هناك لرؤية طبيب نسائي، لكنه نشأ في نيزرسيل، ديربيشير، وكان فردًا من فرع عائلة تعيش منذ زمن طويل في غريسلي، ديربيشير. بعد التحاقه بالمدرسة في ساسكس وفي كلية مارلبورو، خدم غريسلي تدريبه المهني في شركة كرو التابعة لسكة حديد لندن الشمالية والغربية، وأصبح بعد ذلك تلميذًا تحت إشراف جون أسبينال في هورويتش في لانكشاير ويوركشاير للسكك الحديدية. بعد عدة مواعيد ومقابلات للعمل في سكك حديد لانكشاير ويوركشاير، أصبح مساعدًا خارجيًا في المركبة في عام 1901، ثم عُين في عام 1902 مساعدًا لمدير المصنع في مستودع نيوتن هيث، ومدير المصنع في العام التالي.
حافظ غريسلي على الإنجازات السريعة لمسيرته المهنية، بعد أن أصبح مشرفًا مساعدًا في المركبة وإدارة العربات في لانكشاير ووركشاير للسكك الحديدية في عام 1904. انتقل بعد مرور عام للعمل في شركة السكك الحديدية الشمالية العظمى (جي إن آر) وعُيّن في منصب مشرف المركبات والعربات. ونجح في خلافة هنري أ. إيفات ليكون كبير المهندسين الميكانيكيين في شركة السكك الحديدية الشمالية العظمى في 1 أكتوبر 1911. عُين كبير المهندسين الميكانيكيين في مجموعة 1923 في سكة حديد لندن الشمالية الشرقية التي شُكلت حديثًا (قُدم هذا المنصب في الأصل إلى جون جي روبنسون، لكنه رفض هذا العرض واقترح غريسلي الأصغر سناً). حصل غريسلي في عام 1936، على دكتوراه فخرية في العلوم من جامعة مانشستر، ولقب فارس من قبل الملك إدوارد الثامن، وترأس في تلك السنة أيضًا معهد المهندسين الميكانيكيين.
عاش السير نايجل غريسلي خلال ثلاثينيات القرن العشرين في مبنى ساليزبيري، بالقرب من سانت ألبانز في هيرتفوردشاير. اهتم غريسلي بتربية الطيور البرية وفصيلة البط خاصة أكثر من غيرها. وأثار نوع المالارد (البط البري) اهتمامه وفضوله جدًا. ما يزال المبنى موجودًا اليوم قصرًا خاصًا للضيافة متاخمًا لمركز التراث دي هافيلاند للطائرات، المرتبط بتصميم طائرة دي هافيلاند موسكيتو الشهيرة خلال الحرب العالمية الثانية.
صمم غريسلي في عام 1936، قاطرات 1500 فولت تيار مستمر من أجل تزويد الكهرباء المقترح لخط وودهيد بين مانشستر وشيفيلد. أُجل المشروع بسبب الحرب العالمية الثانية، ثم أُكمل في أوائل الخمسينيات.
حصل غريسلي على وسام الإمبراطورية البريطانية عام 1920 وعلى لقب فارس عام 1936.
توفي غريسلي في 5 أبريل 1941، بعد مرض لمدة قصيرة، ودُفن في كنيسة القديس بطرس، نيثرسيل، ديربيشاير.
وقد خلفه إدوارد تومبسون ليكون المهندس الميكانيكي الرسمي للسكك الحديدية في لندن والشمال الشرقي.